# Faye Gulini
Faye Gulini (ur. 24 marca 1992 w Salt Lake City) – amerykańska snowboardzistka, brązowa medalistka mistrzostw świata.

## Kariera
Po raz pierwszy na arenie międzynarodowej pojawiła się 5 grudnia 2006 roku w Breckenridge, gdzie zajęła 41. miejsce w zawodach FIS Race w half-pipie. W marcu 2009 roku wystartowała na mistrzostwach świata juniorów w Nagano, zajmując dziewiąte miejsce w snowcrossie. Jeszcze dwukrotnie startowała na imprezach tego cyklu, najlepszy wynik osiągając na mistrzostwach świata juniorów w Cardronie w 2010 roku, gdzie wywalczyła srebrny medal w snowcrossie. W zawodach Pucharu Świata zadebiutowała 1 marca 2008 roku w Lake Placid, zajmując 30. miejsce. Tym samym już w swoim debiucie wywalczyła pierwsze pucharowe punkty. Na podium zawodów pucharowych po raz pierwszy stanęła 16 grudnia 2017 roku w Montafon, gdzie rywalizację ukończyła na drugiej pozycji. W zawodach tych rozdzieliła Włoszkę Michelę Moioli i Francuzkę Nelly Moenne-Loccoz.
W 2010 roku wystartowała na igrzyskach olimpijskich w Vancouver, gdzie rywalizację w snowcrossie ukończyła na 13. miejscu. Na rozgrywanych cztery lata później igrzyskach w Soczi była czwarta, przegrywając walkę o podium z Francuzką Chloé Trespeuch. W 2017 roku, w parze z Lindsey Jacobellis, wywalczyła brązowy medal w snowcrossie drużynowym podczas mistrzostw świata w Sierra Nevada. Była też między innymi dziewiąta indywidualnie na rozgrywanych dwa lata wcześniej mistrzostwach świata w Kreischbergu. W sezonie 2020/2021 zajęła trzecią pozycję w klasyfikacji generalnej snowcrossu.

## Osiągnięcia

### Igrzyska olimpijskie
| Miejsce | Dzień     | Rok  | Miejscowość | Konkurencja    | Zwyciężczyni  |
| ------- | --------- | ---- | ----------- | -------------- | ------------- |
| 12.     | 16 lutego | 2010 | Vancouver   | Snowboardcross | Maëlle Ricker |
| 4.      | 16 lutego | 2014 | Soczi       | Snowboardcross | Eva Samková   |

### Mistrzostwa świata
| Miejsce | Dzień       | Rok  | Miejscowość   | Konkurencja              | Zwyciężczyni       |
| ------- | ----------- | ---- | ------------- | ------------------------ | ------------------ |
| 17.     | 18 stycznia | 2011 | La Molina     | Snowboardcross           | Lindsey Jacobellis |
| 12.     | 22 stycznia | 2011 | La Molina     | Slopestyle               | Enni Rukajärvi     |
| 14.     | 26 stycznia | 2013 | Stoneham      | Snowboardcross           | Maëlle Ricker      |
| 9.      | 16 stycznia | 2015 | Kreischberg   | Snowboardcross           | Lindsey Jacobellis |
| 13.     | 12 marca    | 2017 | Sierra Nevada | Snowboardcross           | Lindsey Jacobellis |
| 3.      | 13 marca    | 2017 | Sierra Nevada | Snowboardcross drużynowy | Francja            |
| 13.     | 11 lutego   | 2021 | Idre Fjäll    | Snowboardcross           | Charlotte Bankes   |
| 4.      | 12 lutego   | 2021 | Idre Fjäll    | Snowboardcross drużynowy | Australia          |

### Puchar Świata

#### Miejsca w klasyfikacji snowboardcrossu
- sezon 2007/2008: 52.
- sezon 2008/2009: 35.
- sezon 2009/2010: 11.
- sezon 2010/2011: 39.
- sezon 2011/2012: 16.
- sezon 2012/2013: 11.
- sezon 2013/2014: 26.
- sezon 2014/2015: 12.
- sezon 2015/2016: 11.
- sezon 2016/2017: 9.
- sezon 2017/2018: 12.
- sezon 2018/2019: 15.
- sezon 2019/2020: 5.
- sezon 2020/2021: 3.
- sezon 2021/2022:

#### Miejsca na podium w zawodach
1. Montafon – 16 grudnia 2017 (snowcross) – 2. miejsce
2. Big White – 26 stycznia 2020 (snowcross) – 3. miejsce
3. Chiesa in Valmalenco – 23 stycznia 2021 (snowcross) – 2. miejsce
4. Chiesa in Valmalenco – 24 stycznia 2021 (snowcross) – 2. miejsce
5. Bakuriani – 5 marca 2021 (snowcross) – 3. miejsce
6. Cervinia – 18 grudnia 2021 (snowcross) – 2. miejsce